# Malleval-en-Vercors
Malleval-en-Vercors és un municipi de França, situat al departament de la Isèra i la regió d'Alvèrnia-Roine-Alps.